# Lennart Hultqvist
Lennart Hultqvist, född 1946, svensk astrofysiker, redaktör för astronomi i Nationalencyklopedin och populärvetenskaplig skribent i Forskning & Framsteg.

## Skrifter
- A search for spallation reactions in the solar photosphere by a study of the Li I-line at 6707 Å, 1974
- Lithium in stars of high mass, 1976
- Some properties of the red Per OB 1 supergiants, med Gösta F. Gahm, 1976
- Om litium och beryllium i stjärnorna, 1977